# Ligne orange du métro de Boston
La ligne orange du métro de Boston est l'une des trois lignes de métro de la ville de Boston, Massachusetts. C'est la plus ancienne ligne de ce métro, mise en service en 1901, en excluant la ligne verte transformée en ligne de tramway. Exploitée par Massachusetts Bay Transportation Authority, la ligne compte 20 stations entre la station de Forest Hills dans le quartier de Jamaica Plain et la station d'Oak Grove à Malden. Elle croise la ligne rouge à la station de Downtown Crossing, la ligne bleue à la station State, et la ligne verte aux stations Haymarket et North Station. Elle est connectée avec l'Amtrak et le Commuter Rail. La ligne a transporté 184 961 passagers en 2010.

## Histoire
La Ligne Principale (aujourd'hui Ligne Orange) fut mise en service dans les années 1900 par tronçons à partir de 1901. Les sections de cette ligne du chemin de fer électrique était alors le plus souvent aériennes. En 1901, la ligne partait de Sullivan Square jusqu’à Canal Street, près de North Station, soit trois stations. En septembre 1908, la ligne utilisa le tunnel de Washington Street. En 1909, elle fut étendu jusqu'à Forest Hills au sud. En 1919, la ligne fut étendue au nord de Sullivan Square à Everett en passant par un pont au-dessus de la rivière Mystic. La ligne n'atteindra son terminus nord, en partant de Wellington jusqu'à Oak Grove qu'en mars 1979. Au fil des années, la ligne sera transformée et les stations seront pour la plupart reconstruites. En mai 1987 la partie sud de la ligne a été ouverte rénovée et que la ligne atteint sa configuration actuelle.

## Liste des stations
|  | Station                           | Temps jusqu'à Downtown Crossing (en minutes) | Date d'ouverture | Correspondances                      | Précédents noms                                                       |
|  | --------------------------------- | -------------------------------------------- | ---------------- | ------------------------------------ | --------------------------------------------------------------------- |
|  | Oak Grove Station (en)            | 15                                           | 20 mars 1977     |                                      |                                                                       |
|  | Malden Center Station (en)        | 13                                           | 27 décembre 1975 | Commuter Rail                        |                                                                       |
|  | Wellington Station (en)           | 10                                           | 6 septembre 1975 |                                      |                                                                       |
|  | Assembly Square Station (en)      | 9                                            | 2014             |                                      |                                                                       |
|  | Sullivan Square Station (en)      | 7                                            | 7 avril 1975     |                                      |                                                                       |
|  | Community College Station (en)    | 5                                            | 7 avril 1975     |                                      |                                                                       |
|  | North Station                     | 3                                            | 7 avril 1975     | Ligne verte Commuter Rail            |                                                                       |
|  | Haymarket Station (en)            | 2                                            | 30 novembre 1908 | Ligne verte                          | Friend-Union jusqu'au 25 janvier 1967                                 |
|  | State Station (en)                | 1                                            | 30 novembre 1908 | Ligne bleue                          | Milk-State jusqu'au 24 janvier 1967                                   |
|  | Downtown Crossing Station (en)    | 0                                            | 30 novembre 1908 | Ligne rouge Ligne verte Ligne argent | Winter-Summer jusqu'au 22 janvier 1967 Washington jusqu'au 3 mai 1987 |
|  | Chinatown Station (en)            | 2                                            | 30 novembre 1908 | Ligne argent                         | Boylston-Essex jusqu'au 10 février 1967 Essex jusqu'au 3 mai 1987     |
|  | Tufts Medical Center Station (en) | 3                                            | 4 mai 1987       | Ligne argent                         | New England Medical Center jusqu'en avril 2010                        |
|  | Back Bay Station (en)             | 6                                            | 4 mai 1987       | Amtrak Commuter Rail                 |                                                                       |
|  | Massachusetts Avenue Station (en) | 8                                            | 4 mai 1987       |                                      |                                                                       |
|  | Ruggles Station (en)              | 9                                            | 4 mai 1987       | Commuter Rail                        |                                                                       |
|  | Roxbury Crossing Station (en)     | 10                                           | 4 mai 1987       |                                      |                                                                       |
|  | Jackson Square Station (en)       | 12                                           | 4 mai 1987       |                                      |                                                                       |
|  | Stony Brook Station (en)          | 14                                           | 4 mai 1987       |                                      |                                                                       |
|  | Green Street Station (en)         | 16                                           | 4 mai 1987       |                                      |                                                                       |
|  | Forest Hills Station (en)         | 18                                           | 4 mai 1987       | Commuter Rail                        |                                                                       |

## Équipements
La ligne orange est à écartement standard pour métro et utilise un troisième rail pour l'énergie.

### Matériel roulant
Le "T" possédait auparavant une flotte de véhicules Pullman Standard pour la ligne orange. Ces voitures étaient en service depuis les années 50 et avaient été mises en service tant sur le prolongement en aérien que sur l'extension nord avant leur retrait en 1981. Plusieurs sont restées sur la propriété pendant un certain temps avant d'être mises au rebut.
Les véhicules suivants encore en exploitation ont été construits entre 1979 et 1981 par Hawker Siddeley Canada (maintenant Bombardier Transport) de Thunder Bay, Ontario. Ces 120 véhicules, numérotées de 01200 à 01319, mesurent 20 mètres de long et 2,8 mètres de large, avec trois paires de portes de chaque côté. Ils sont basés sur le modèle PA3 utilisé dans le New Jersey par la Port Authority Trans-Hudson. Tous les trains de ligne orange en service fonctionnent dans des configurations de six voitures.
Le 22 octobre 2014, le conseil du Massachusetts Department of Transportation a attribué un contrat de 566,6 millions de dollars au fabricant chinois CNR (qui sera intégrée dans l'entreprise CRRC l'année suivante) pour la construction de 152 véhicules de remplacement pour la ligne orange ainsi que de nouveaux véhicules pour la ligne rouge, dans des conditions que l'entreprise canadienne Bombardier conteste. CNR a commencé à construire les voitures dans une nouvelle usine de fabrication à Springfield, dans le Massachusetts. Les premiers trains ont été livrés début 2019 et sont entrés en service en août 2019, les autres livraisons doivent s'échelonner jusqu'en 2023.
En attendant les nouvelles voitures, le service s’est détérioré en raison de problèmes d’entretien des anciennes voitures. Le nombre de trains aux heures de pointe a été réduit de 17 (102 voitures) à 16 (96 voitures) en 2011 La même année, la fréquentation quotidienne dépassait les 200 000 passagers. L'augmentation des temps de circulation, due en grande partie aux temps d'arrêt dus à l'augmentation de la fréquentation, a eu pour effet d'allonger les temps de passage de 5 minutes avant 2011 à 6 minutes en 2016. L'augmentation de la taille de la flotte avec les nouveaux trains permettra de les réduire de 4 à 5 minutes en heure de pointe.

### Signalisation et contrôle des trains
En liaison avec le nouveau matériel roulant, le reste des 1,3 milliard de dollars alloués aux investissements servira à financer les essais, les améliorations de signalisation et les installations de maintenance, ainsi que d'autres dépenses connexes. Après des retards dus à des problèmes avec le système de contrôle du train, le premier nouveau train est entré en service payant le 14 août 2019,. Le remplacement du système de signalisation devrait être terminé d'ici 2022 sur la ligne orange ; le coût total est de 218 millions de dollars pour les lignes rouge et orange.

## Iconographie

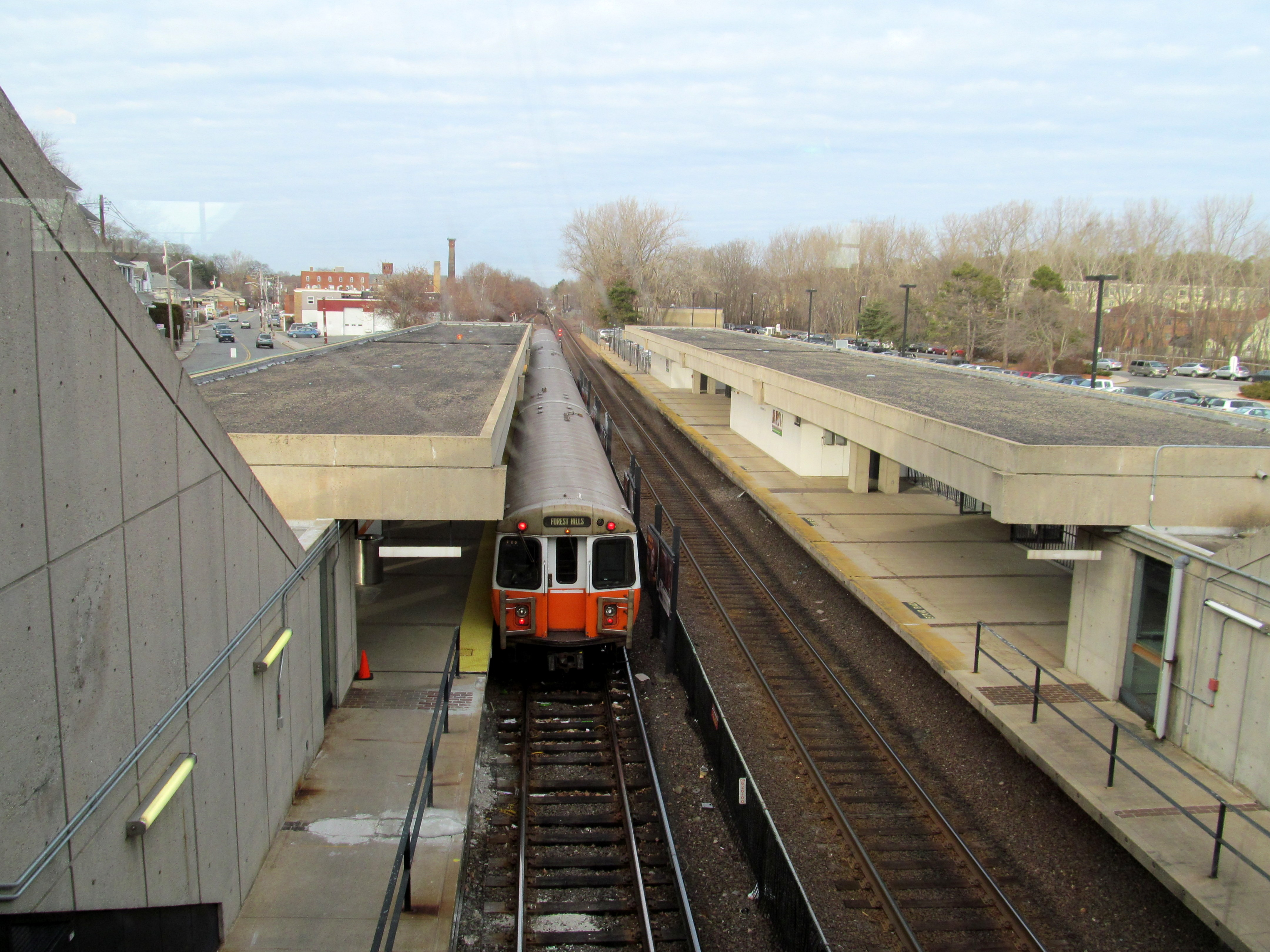
Oak Grove
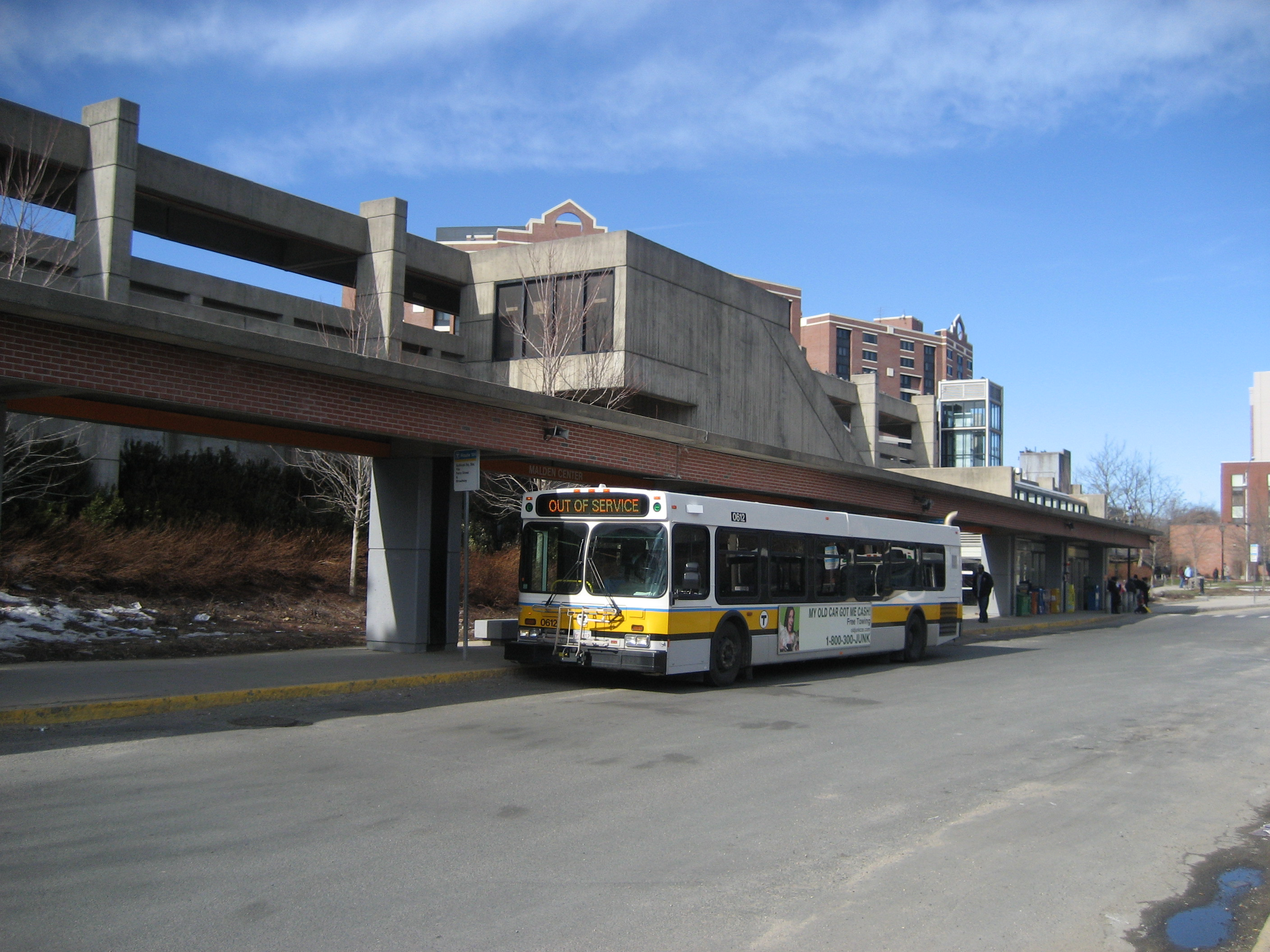
Malden Center vue de la gare routière
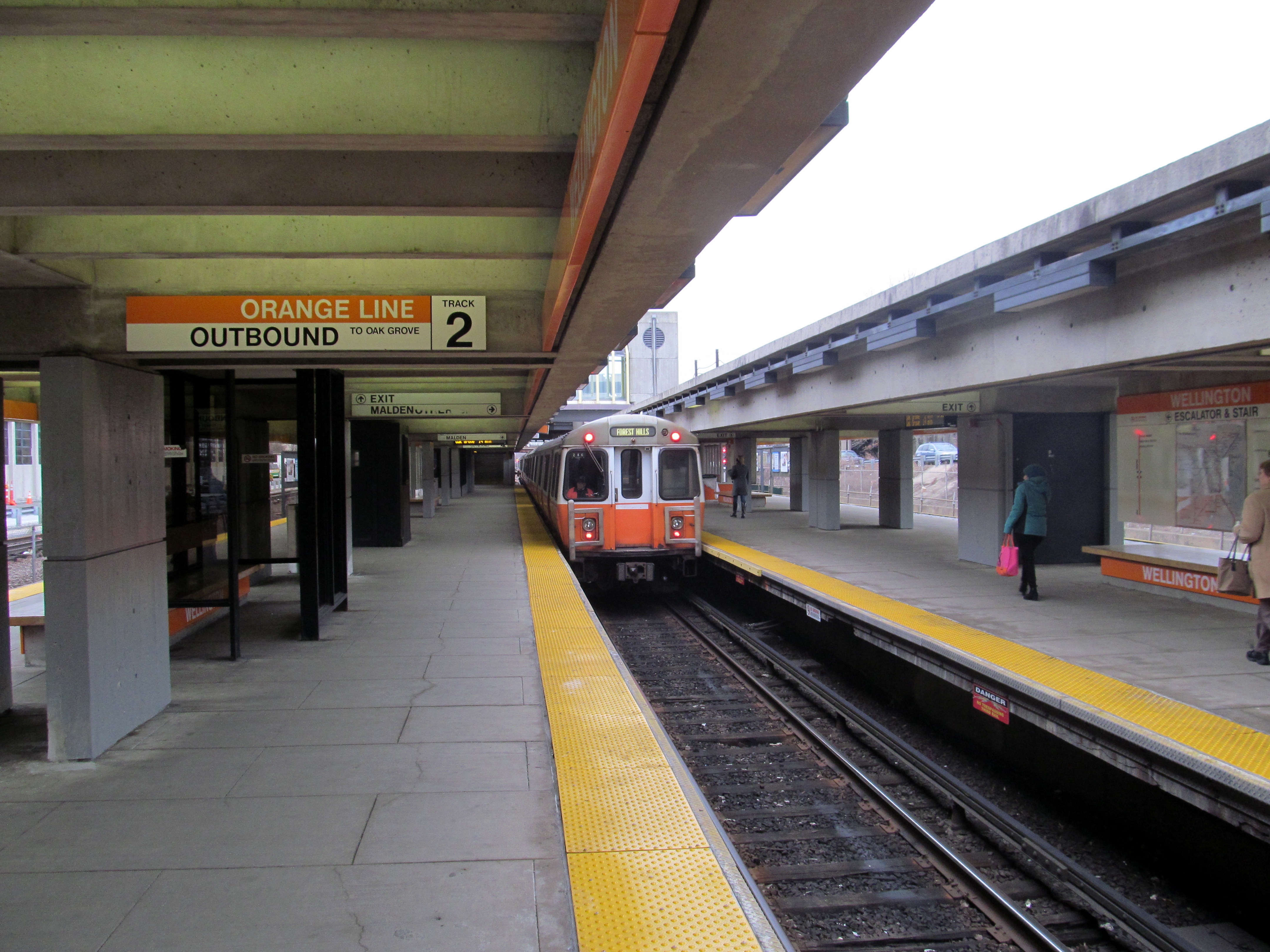
quai à Wellington
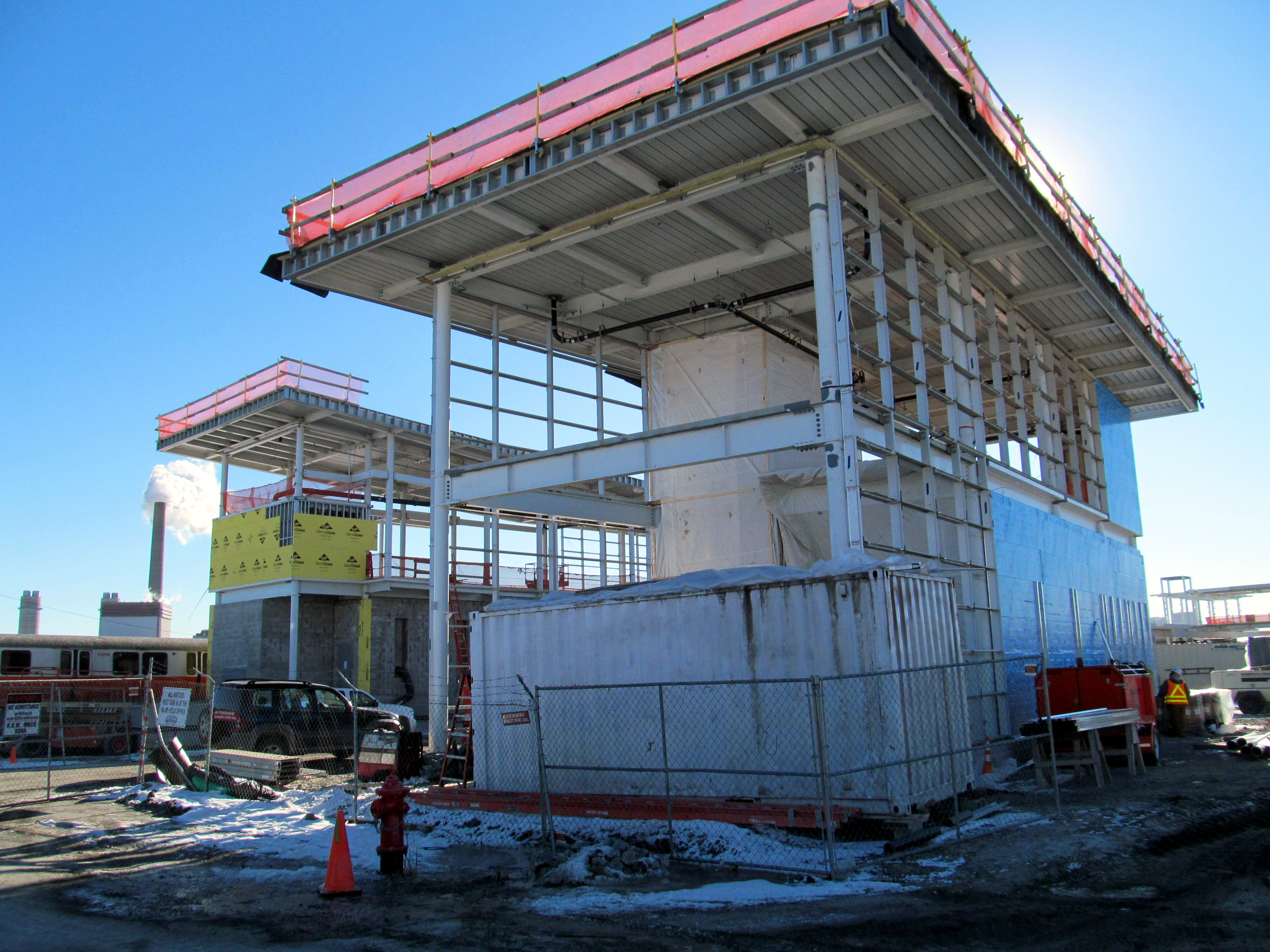
Assembly Square en construction en janvier 2014
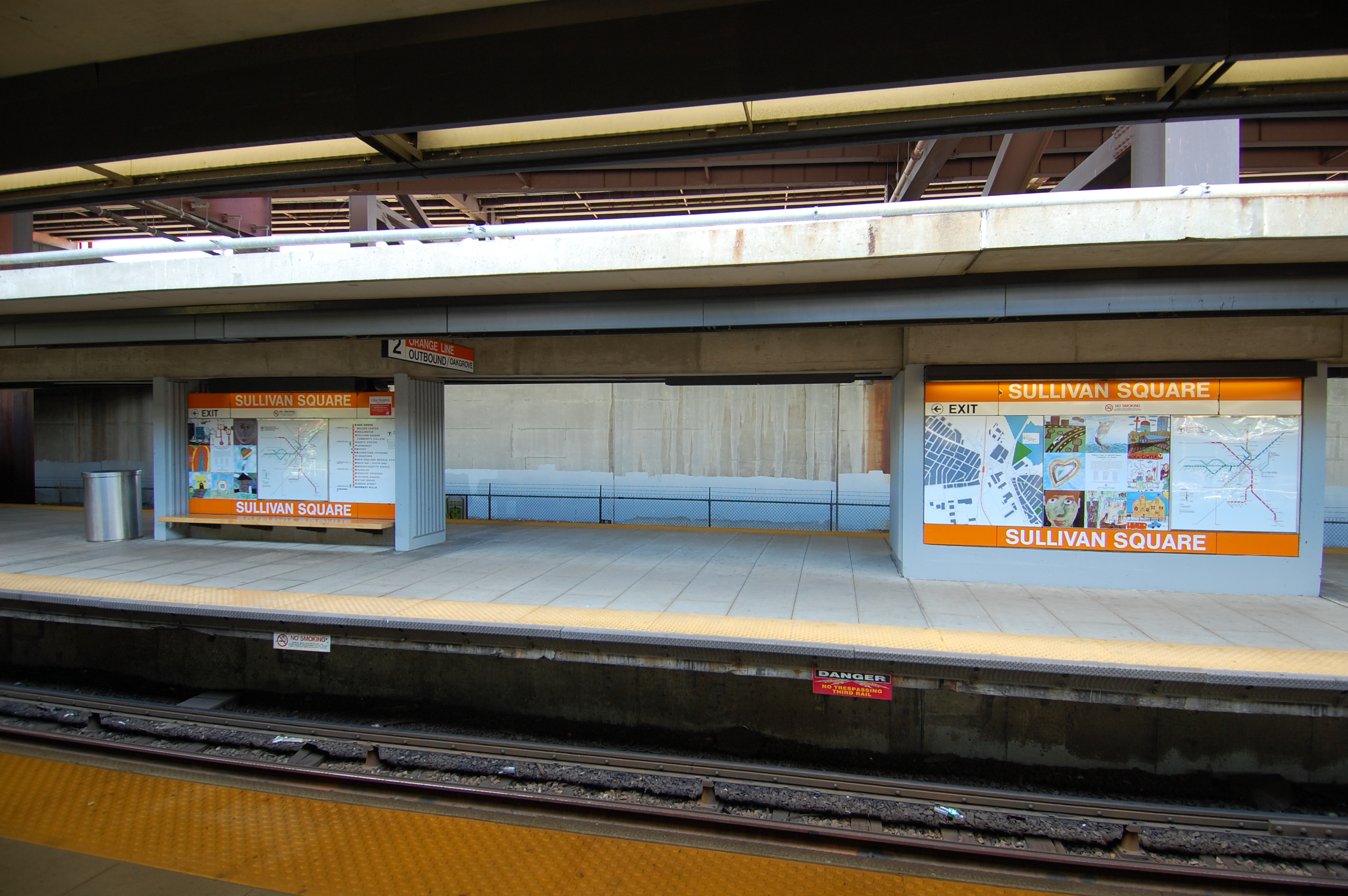
Sullivan Square
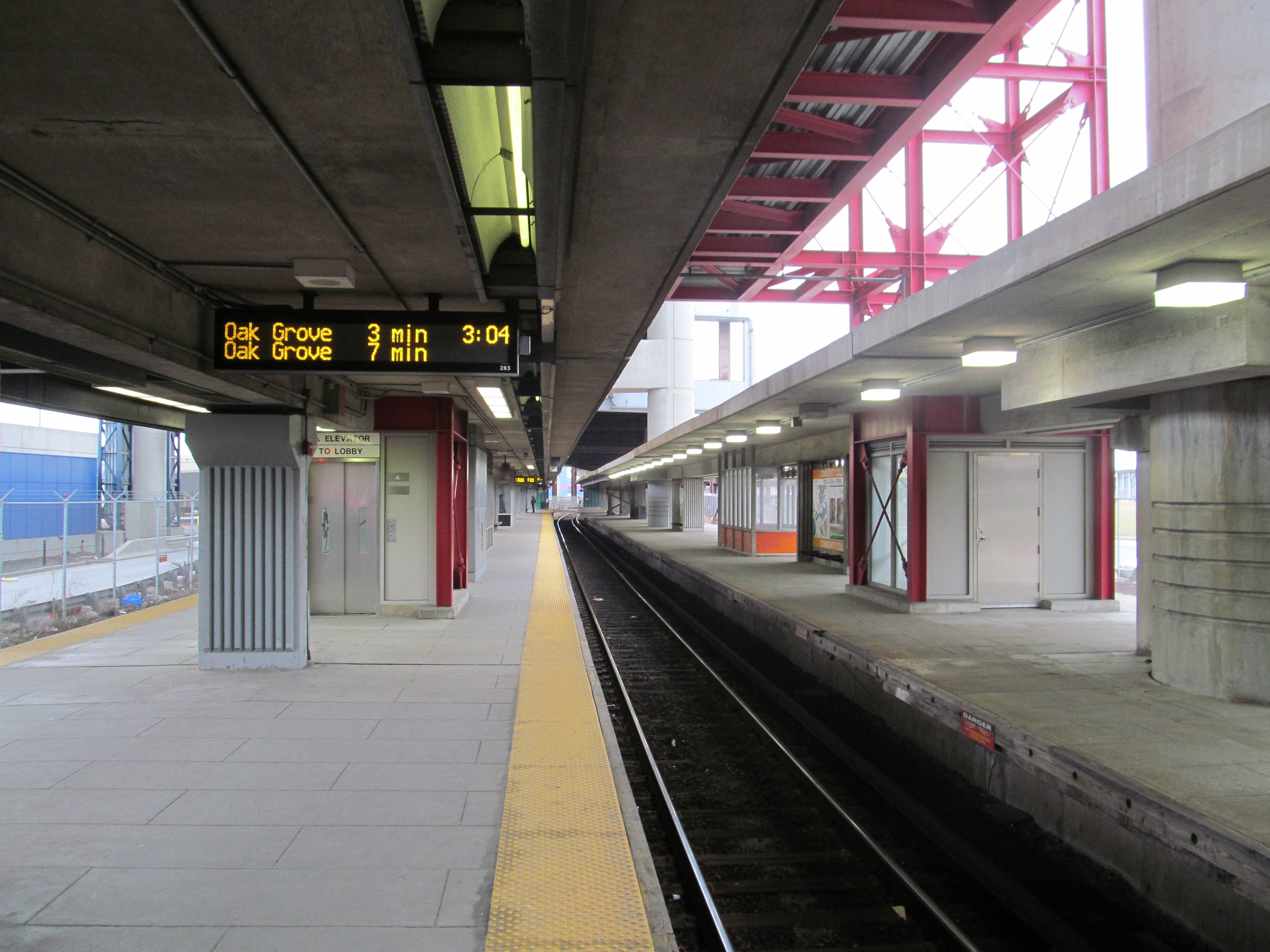
Quai à Community College
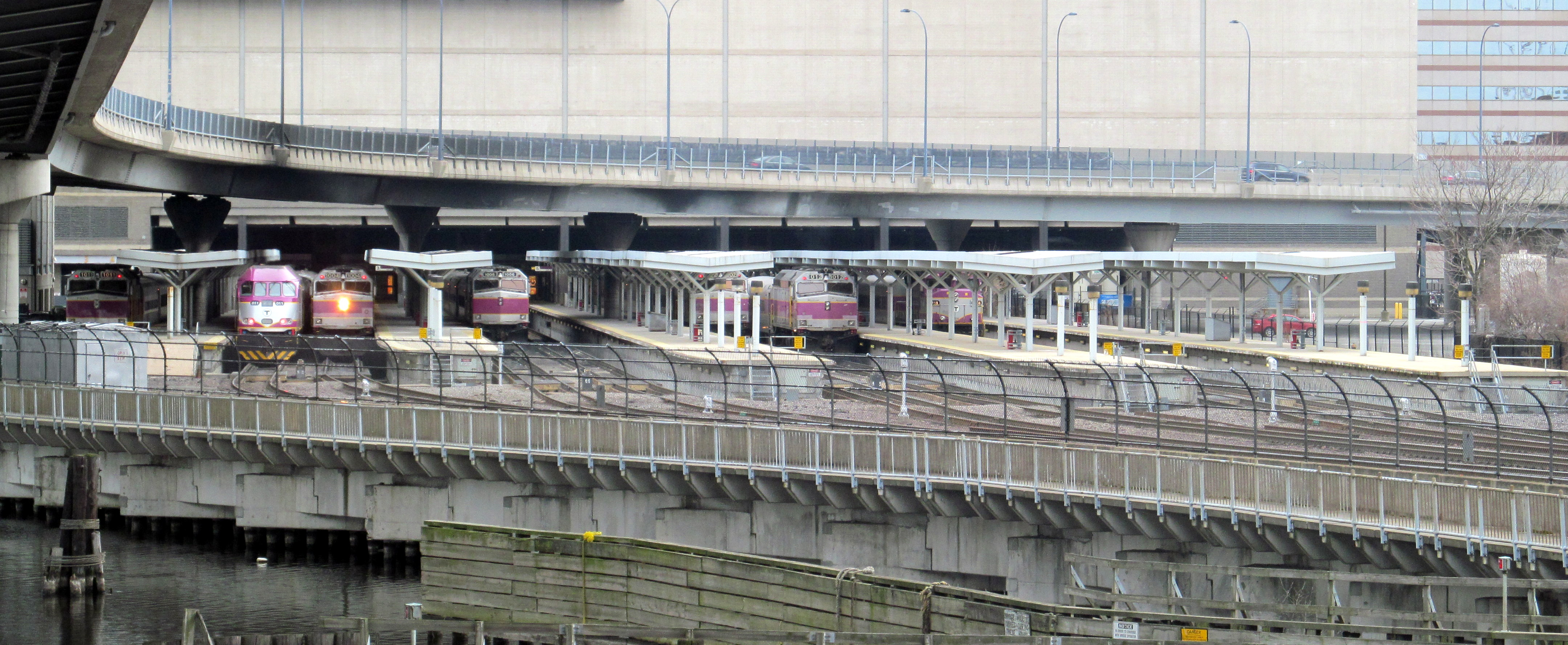
Commuter Rail à North Station
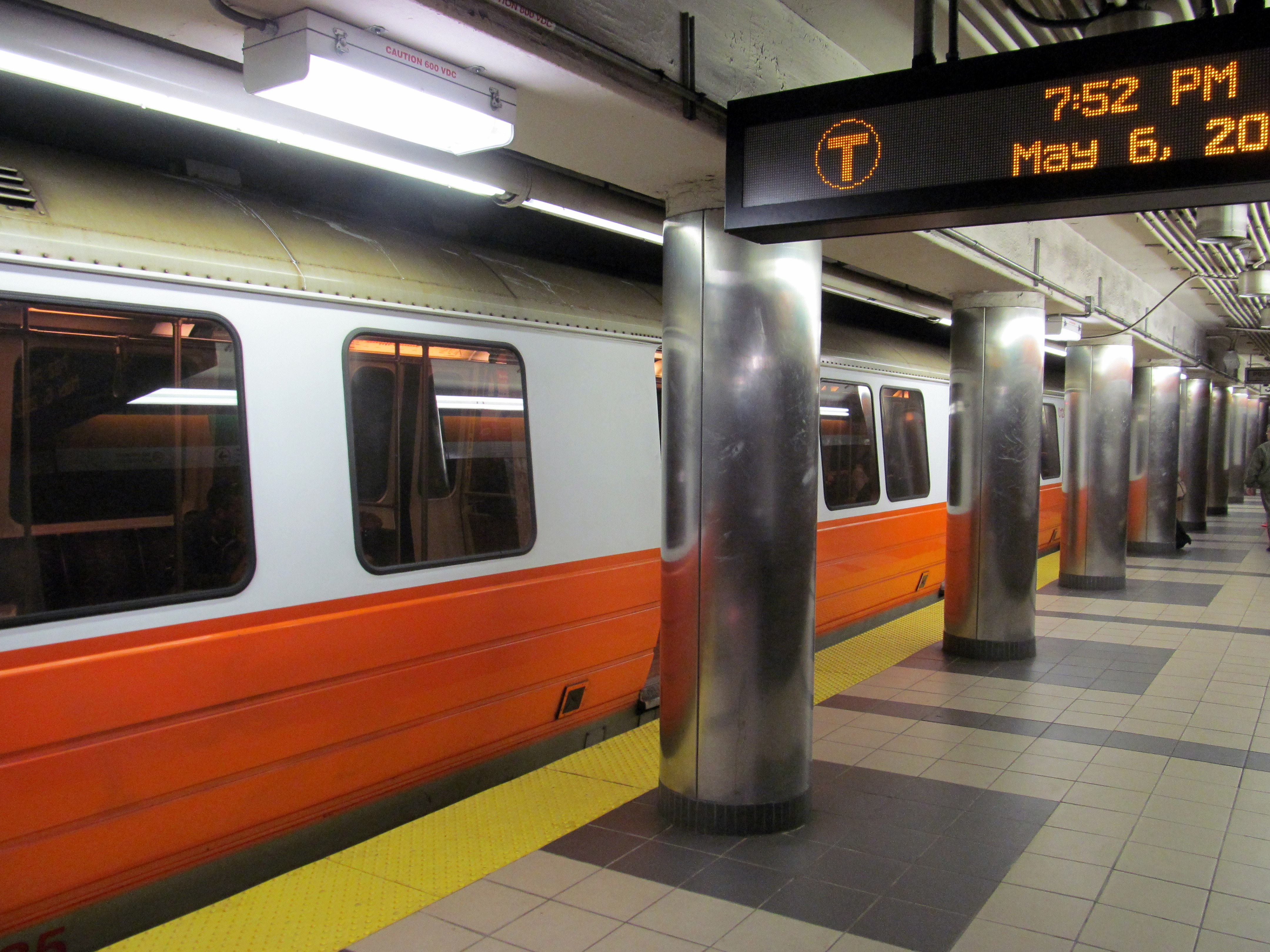
Ligne Orange à Haymarket
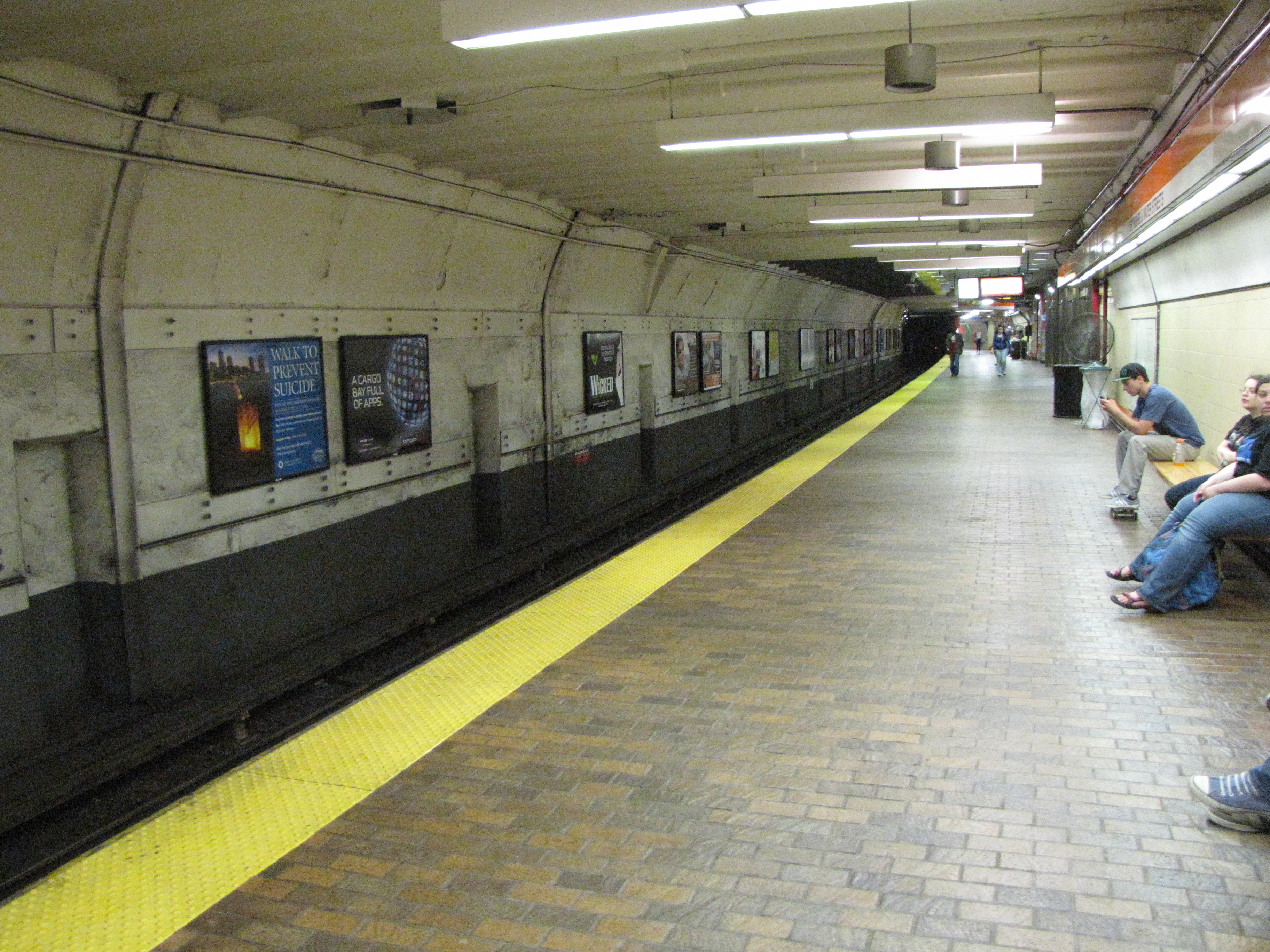
State station
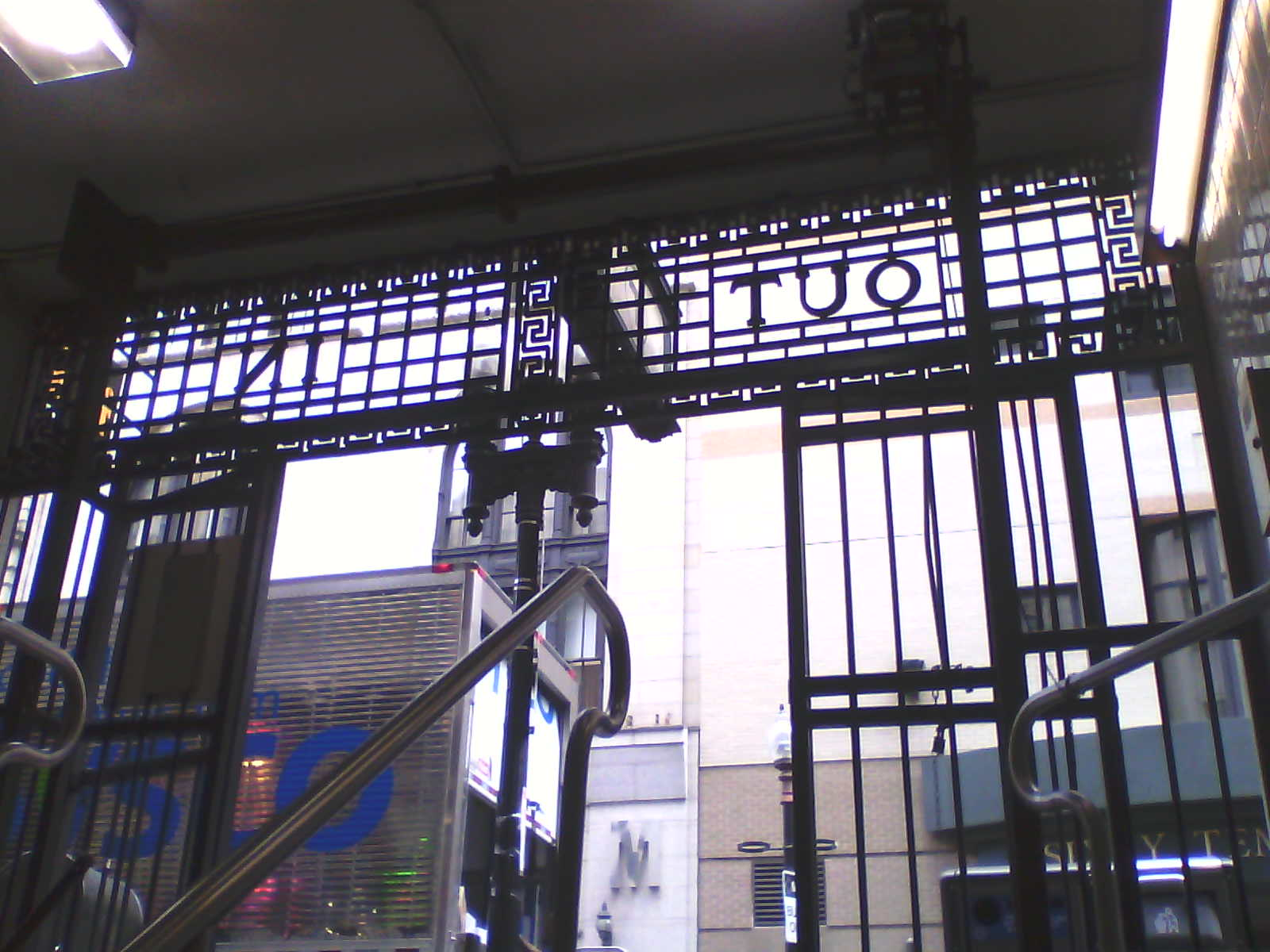
Porte entrée de Downtown Crossing
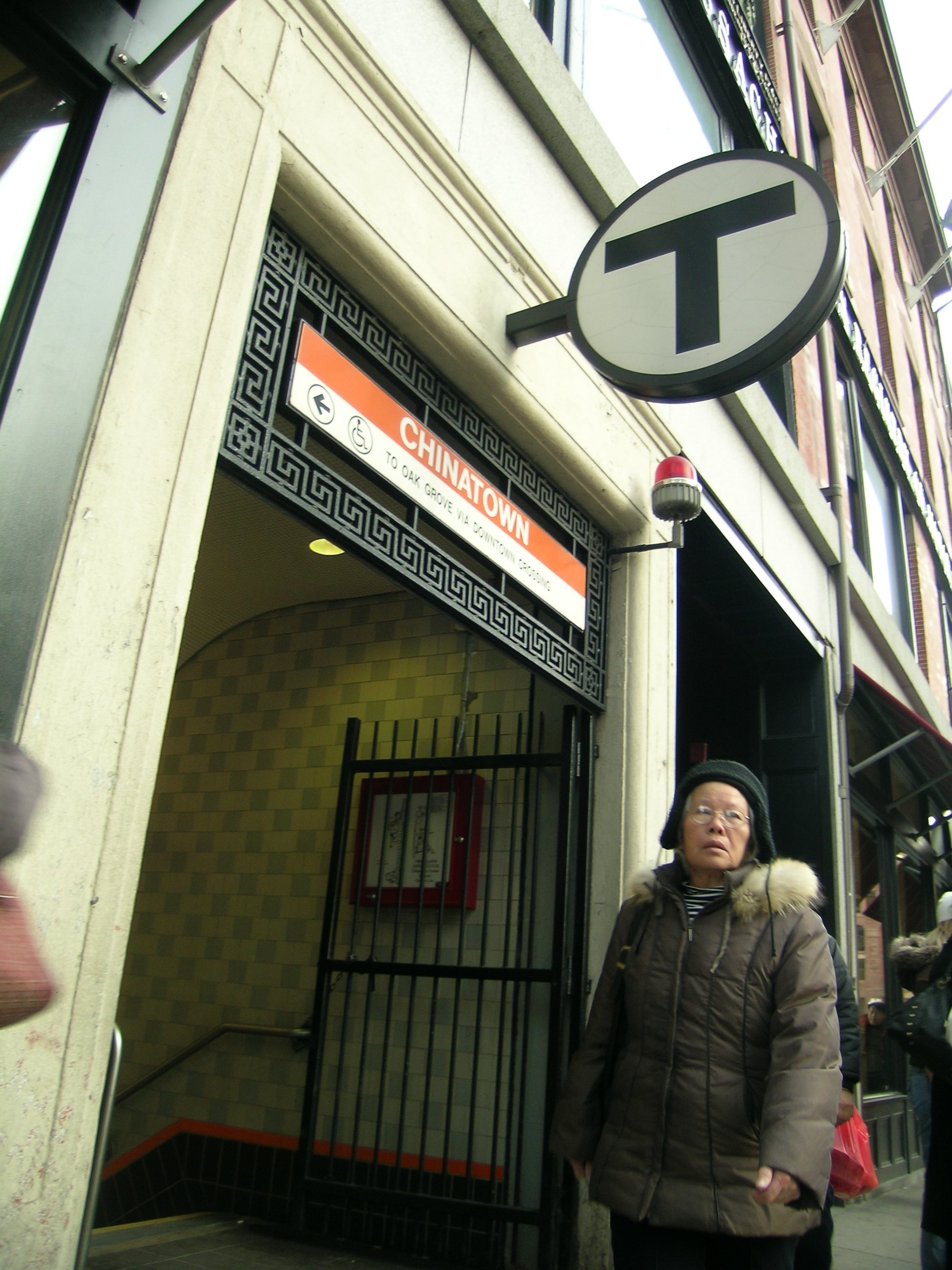
Porte entrée de Chinatown
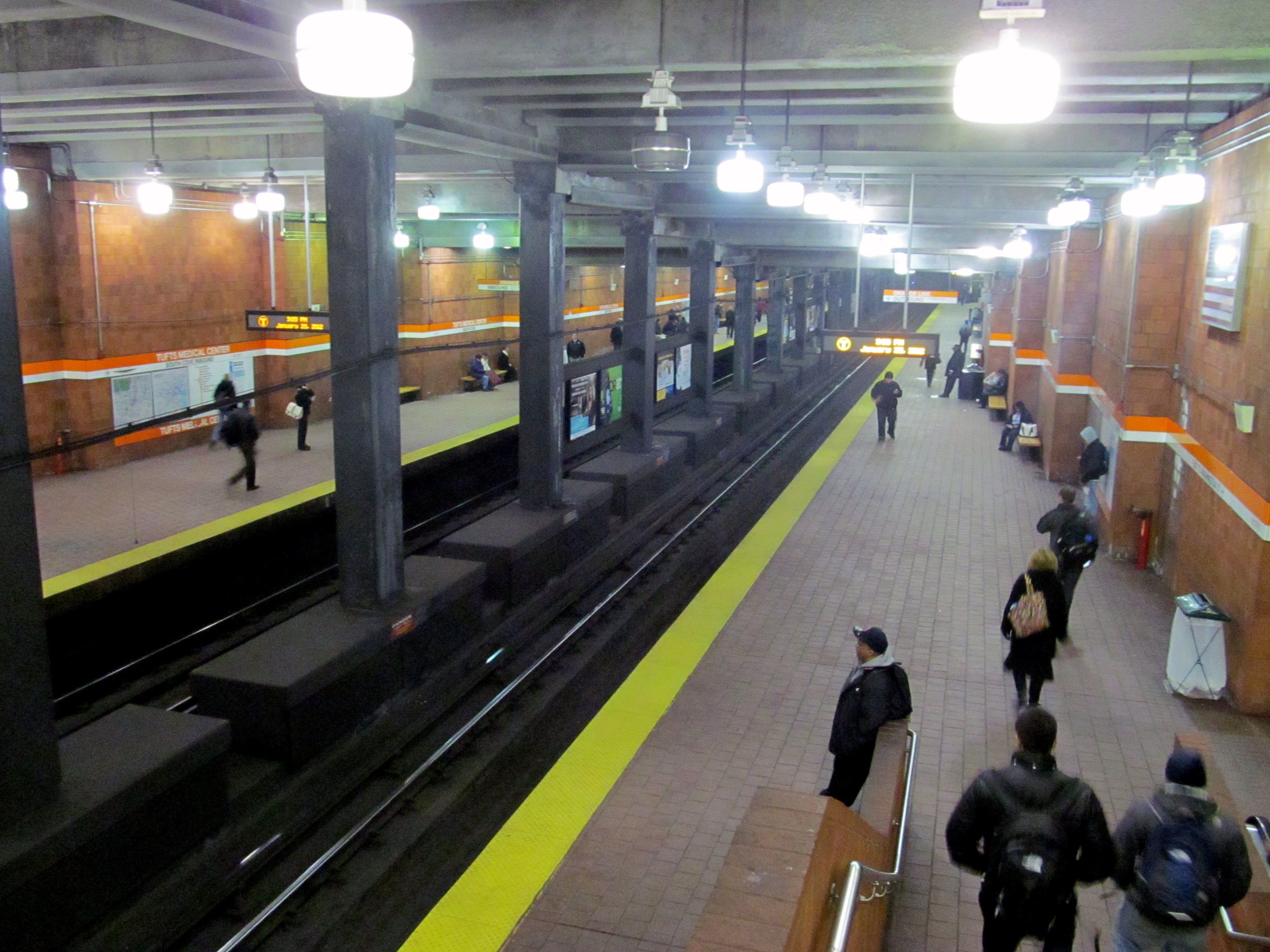
Quais de Tufts Medical Center
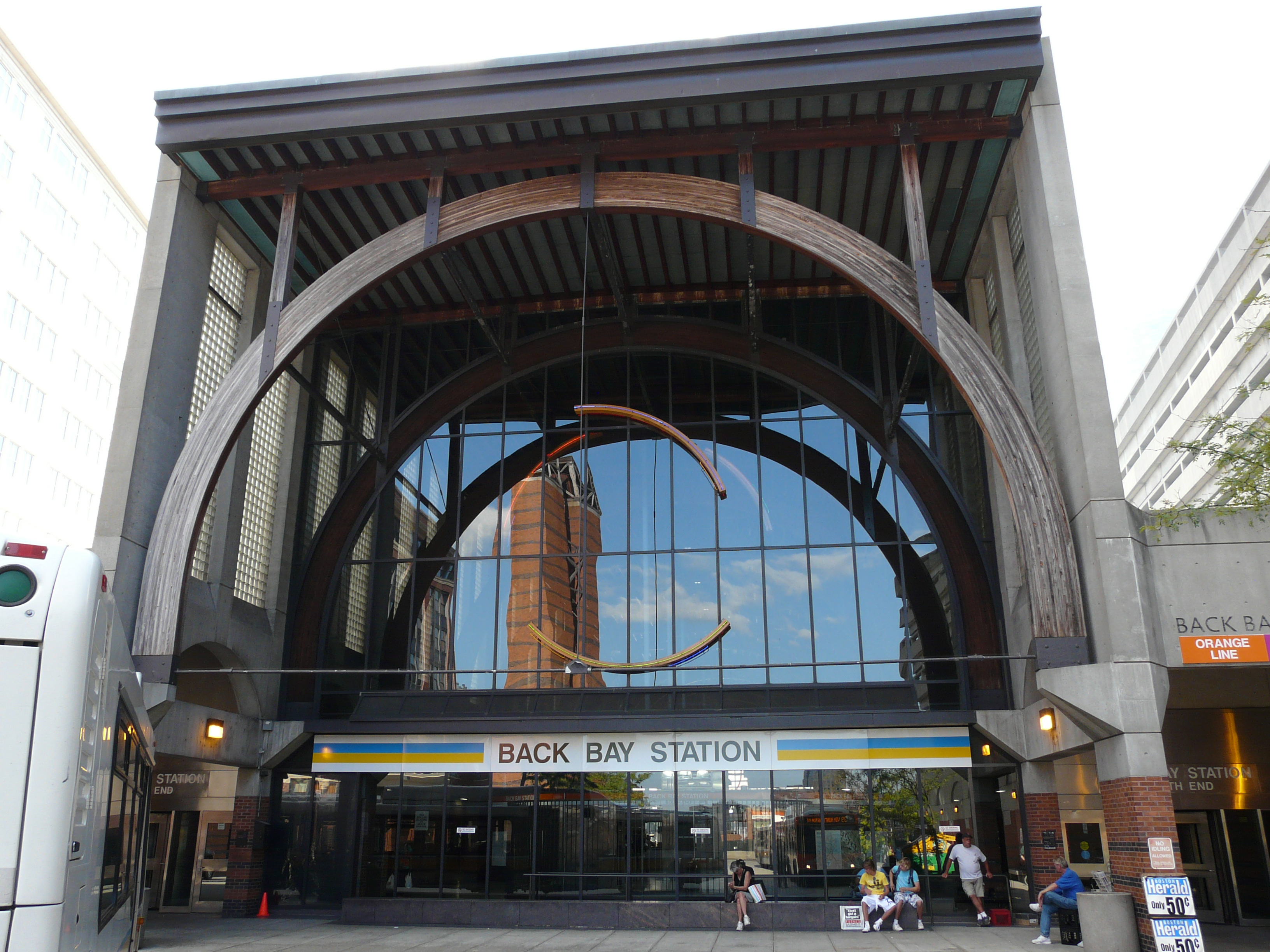
Entrée de Back Bay
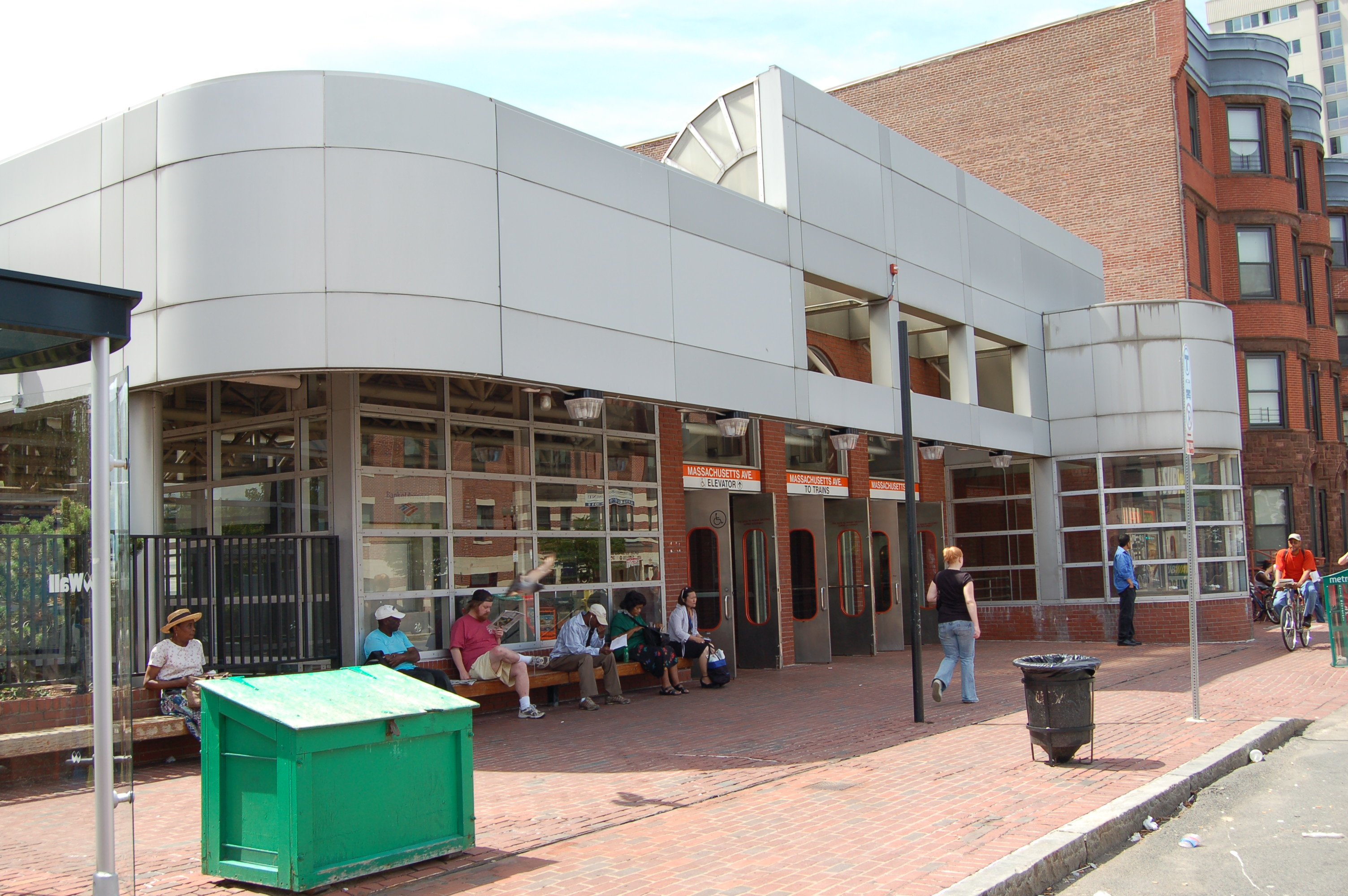
Massachusetts Avenue
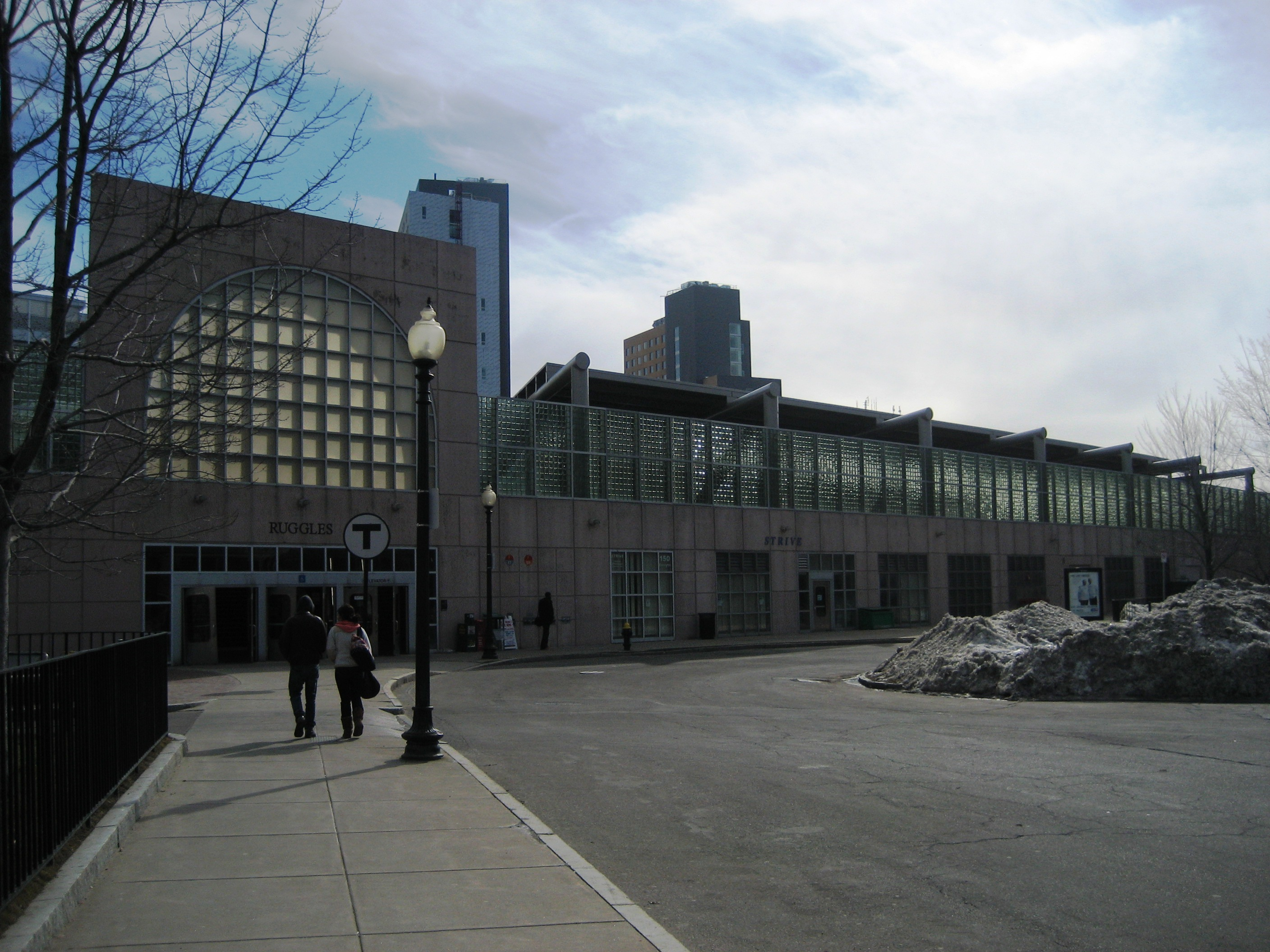
Ruggles
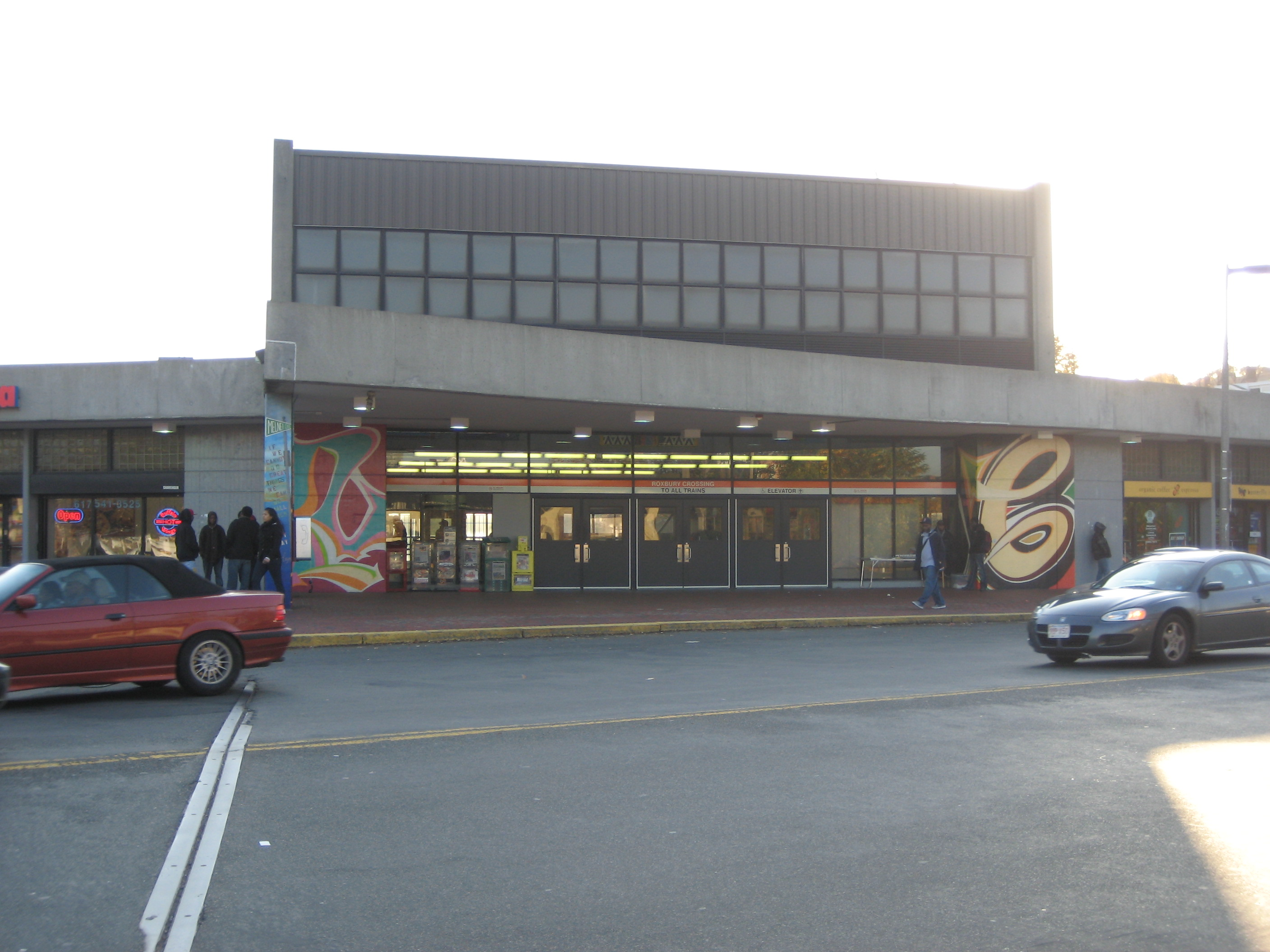
Roxbury
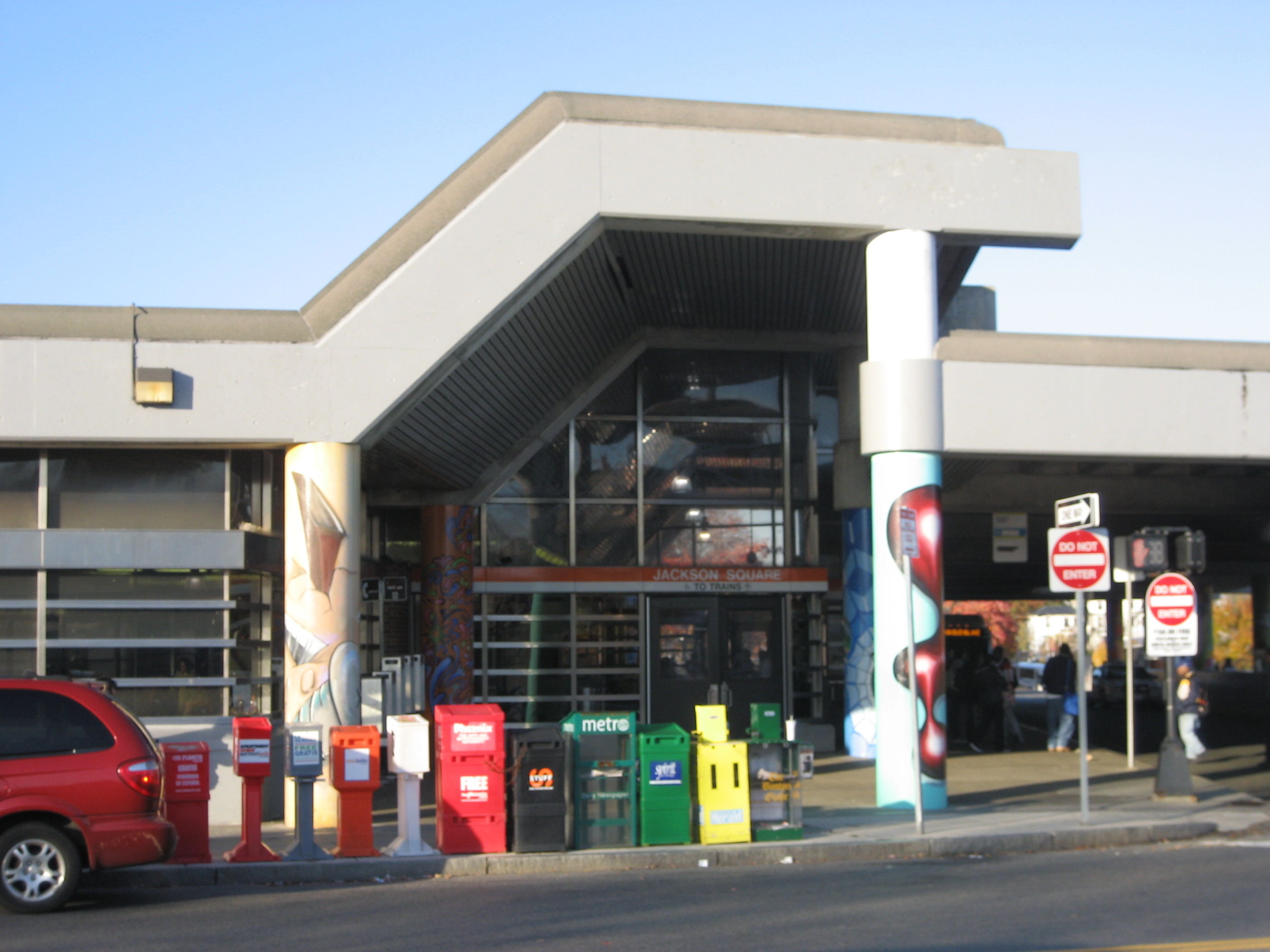
Entrée principale de Jackson Square
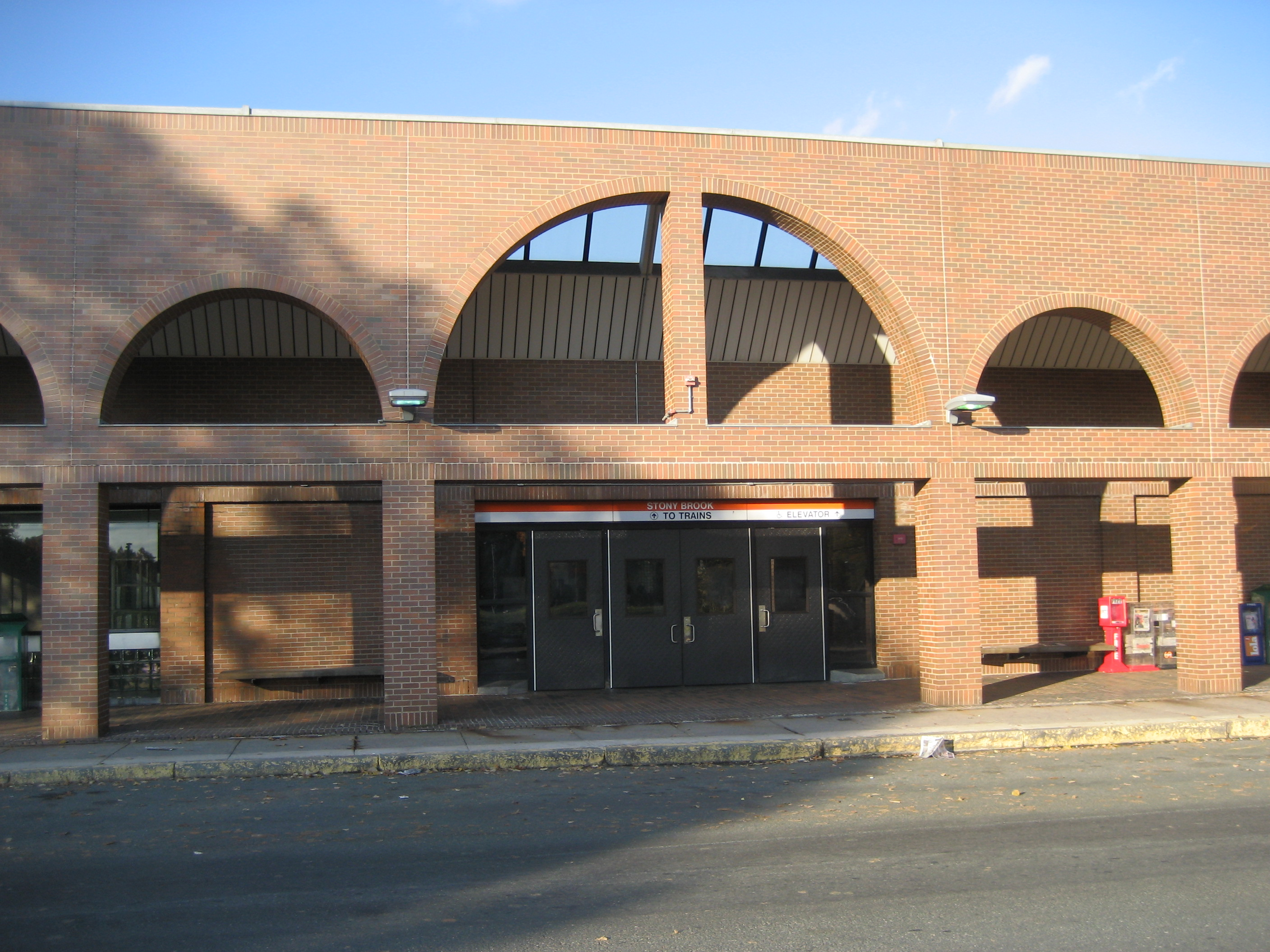
Entrée principale de Stony Brook
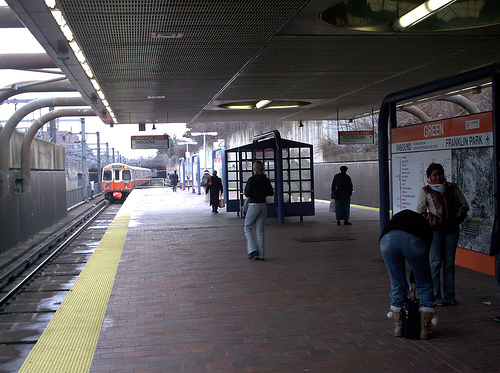
Green Street
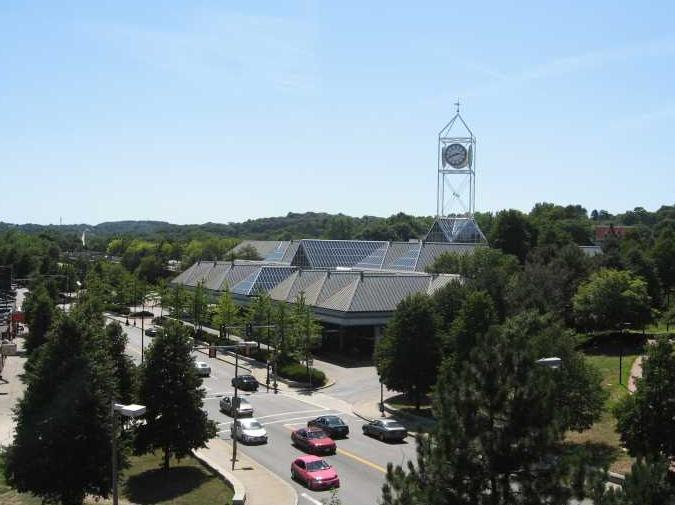
Forest Hills Station